# 2024년 하계 올림픽 노르웨이 선수단
2024년 하계 올림픽 노르웨이 선수단은 2024년 7월 26일부터 8월 11일까지 프랑스 파리에서 열리는 2024년 하계 올림픽에 참가한 올림픽 노르웨이 선수단이다.

## 출전 선수
| 종목         | 남자 | 여자 | 전체 |
| ------------ | ---- | ---- | ---- |
| 골프         | 2    | 2    | 4    |
| 다이빙       | 0    | 1    | 1    |
| 레슬링       | 0    | 1    | 1    |
| 배구         | 2    | 0    | 2    |
| 복싱         | 1    | 1    | 2    |
| 사격         | 3    | 3    | 6    |
| 사이클       | 3    | 3    | 6    |
| 수영         | 3    | 0    | 3    |
| 승마         | 0    | 2    | 2    |
| 역도         | 0    | 1    | 1    |
| 요트         | 1    | 4    | 5    |
| 육상         | 15   | 11   | 26   |
| 조정         | 8    | 2    | 10   |
| 카누         | 0    | 4    | 4    |
| 태권도       | 1    | 0    | 1    |
| 테니스       | 1    | 0    | 1    |
| 트라이애슬론 | 2    | 2    | 4    |
| 핸드볼       | 14   | 14   | 28   |
| 전체         | 56   | 51   | 107  |

## 메달 집계
| 종목 | 1 | 2 | 3 | 합계 |
| 종목 | ' | ' | ' | '    |
| 종목 | ' | ' | ' | '    |
| 종목 | ' | ' | ' | '    |
| 합계 | ' | ' | ' | '    |

## 종목별 성적

### 골프
남자
- 빅토르 호블란
- 크리스토페르 벤투라

여자
- 마델레네 스타브나르
- 셀리네 보르게

### 다이빙
여자
- 헬레 툭센

### 레슬링
여자
- 그라세 불렌

### 배구
남자 비치발리볼

### 복싱
남자
- 오마르 시하

여자
- 순니바 호프스타

### 사격
남자
- 욘헤르만 헤그
- 올레 마르틴 할보르센
- 에리크 바튼달

여자
- 자네트 헤그 두에스타
- 쉰뇌베 베르그
- 예니 스테네

### 사이클
남자
여자

### 수영
남자
- 니콜라스 리아
- 욘 옌트베트
- 헨리크 크리스티안센

### 승마
- 빅토리아 굴릭센
- 이사벨 프레세

### 역도
여자
- 솔프리드 코안다

### 요트
남자
- 헤르만 토마스가르

여자
- 리네 회스트

### 육상
남자
- 카르스텐 바르홀름
- 야코브 잉에브릭트센

여자

### 조정
남자
여자

### 카누
여자

### 태권도
남자
- 리카르 오르데만

### 테니스
남자
- 카스페르 루드

### 트라이애슬론
남자
여자

### 핸드볼
남자
여자

## 같이 보기
- 2024년 하계 올림픽